# 1252 Celestia
1252 Celestia är en asteroid i huvudbältet som upptäcktes den 19 februari 1933 av den amerikanske astronomen Fred Whipple. Asteroidens preliminära beteckning var 1933 DG. Asteroiden fick senare namn efter upptäckarens moder, Celestia MacFarland Whipple.
Celestias senaste periheliepassage skedde den 21 januari 2022. Asteroidens rotationstid har beräknats till 10,64 timmar.